# NGC 4329
NGC 4329 is een elliptisch sterrenstelsel in het sterrenbeeld Raaf. Het hemelobject werd op 9 maart 1828 ontdekt door de Britse astronoom John Herschel.

## Synoniemen
- MCG -2-32-9
- PGC 40212